# Archibald Eser
Archibald Willibald Helmut Eser (* 27. Dezember 1961) ist ein ehemaliger deutscher Kinderdarsteller. Er wurde durch den Film Morgens um sieben ist die Welt noch in Ordnung bekannt.

## Leben und Karriere
Archibald Eser kam 1961 als Sohn des Drehbuchautors Willibald Eser und dessen Ehefrau Christine zur Welt.
Als der Filmregisseur Kurt Hoffmann den Eric-Malpass-Roman Morgens um sieben ist die Welt noch in Ordnung verfilmen wollte, hatte er bereits konkrete Vorstellungen von dem Darsteller, der die Rolle des Gaylord übernehmen sollte: Er sollte genauso aussehen wie der kleine Junge, der das Cover der deutschen Ausgabe des Romans zierte. Dieses hatte die Buchillustratorin Eva Kausche-Kongsbak gestaltet. Unter den über 3000 Bewerbern für die Rolle entschied man sich schließlich für den damals sechsjährigen Archibald Eser, der jedoch, im Gegensatz zu dem Jungen auf dem Bucheinband, dunkle Haare hatte. Der Film erwies sich mit über drei Millionen Besuchern als derart erfolgreich, dass schon ein Jahr später die Fortsetzung Wenn süß das Mondlicht auf den Hügeln schläft, ebenfalls mit Eser in der Hauptrolle, in die Kinos kam. Da Eser schlechte Erfahrungen mit seinem frühen Filmruhm gemacht hatte – er wurde von seinen Mitschülern gehänselt –, nahm er keine weiteren Filmangebote mehr an. Ein 1978 von der Regenbogenpresse voreilig angekündigtes Comeback kam nie zustande.
Archibald Eser betrieb bis 2019 eine Produktionsgesellschaft für Film-, Fernseh- und Eventveranstaltungen in München. 2021 – nach knapp 52 Jahren – kehrte er überraschenderweise wieder vor die Kamera zurück und übernahm eine Rolle in dem schweizerischen Kriminalfilm A Very Tall Man.

## Filmografie
- 1968: Morgens um sieben ist die Welt noch in Ordnung
- 1969: Wenn süß das Mondlicht auf den Hügeln schläft
- 2021: A Very Tall Man